# Санкт-Петербурзька державна консерваторія імені Миколи Римського-Корсакова
Санкт-Петербурзька державна консерваторія імені Миколи Римського-Корсакова (рос. Санкт-Петербургская государственная консерватория имени Н. А. Римского-Корсакова, з 1914 по 1924 — Петроградська консерваторія, з 1924 по 1991 Ленінградська консерваторія) — вищий музичний навчальний заклад у м. Санкт-Петербурзі, перший музичний ВНЗ Російської імперії.
| "Консерваторії суть вищі спеціальні музично-навчальні установи, що мають метою утворити оркестрових виконавців, віртуозів на інструментах, концертних співаків, драматичних й оперних артистів, капельмейстерів, композиторів і вчителів музики". Перший статут СП6К, п. 1. 1866 |

## Історія
Заснована в 1862 р. Російським музичним товариством з ініціативи А. М. Маркевича та А. Г. Рубінштейна, який став першим артистичним директором консерваторії, й за допомогою В. А. Кологривова.
Важливою віхою в історії консерваторії стало запрошення як професора М. А. Римського-Корсакова, який згодом викладав на кафедрі теорії композиції й інструментовки, очолив оркестровий клас, створив першу програму й перший підручник з гармонії, програму з теорії композиції.
Значною подією в житті консерваторії стали Історичні концерти фортепіанної музики, проведені в 1885–1886 р. А. Г. Рубінштейном.
Протягом 1913–1918 років директором консерваторії був Миклашевський Йосип Михайлович.
В 1918 р. Петроградська консерваторія стає державною установою.
Сьогодні[коли?] Санкт-Петербургска консерваторія має 7 факультетів: фортепіанний, оркестровий, вокальний, режисерський, диригентський, народних інструментів, історико-теоретический, композиторський.

## Будівля
Будинок, у якому нині перебуває консерваторія, споруджений в 1896 р. (архітектор Володимир Николя) на місці будинку Великого кам'яного театру, зруйнованого пожежею 1890 р.

## Серед вихованців консерваторії
- Гольденберг Надія Марківна
- Гонтарук Ніна
- Горський Костянтин
- Єсипова Анна
- Іванов Анатолій Васильович
- Кладницький Владислав Іванович
- Лядов Анатолій Костянтинович
- Майкапар Самуїл Мойсейович
- Мілка Анатолій Павлович
- Нестеренко Євген Євгенович
- Нільсен Володимир Володимирович
- Образцова Олена Василівна
- Прокоф'єв Сергій Сергійович
- Раше Галь
- Соколов Григорій Ліпманович
- Софроницький Володимир Володимирович
- Стравінський Федір Іванович
- Яша Хейфец
- Чайковський Петро Ілліч
- Шварц Ісаак Йосипович
- Шиллінгер Йосип Мойсеєвич
- Шостакович Дмитро Дмитрович
- Щербінін Юрій Леонідович
- Юдіна Марія Веніамінівна